# David Malone (strzelec)
David Malone (ur. 10 marca 1964 w Dublinie) – irlandzki strzelec sportowy specjalizujący się w trapie, olimpijczyk z Sydney.
W 1997 roku zadebiutował na mistrzostwach Europy, w Sipoo uczestniczył w konkurencji trapu i zajął 58. pozycję z dorobkiem 107 punktów. W 1998 wystartował w pierwszych w swej karierze mistrzostwach świata, podczas czempionatu w Barcelonie rywalizował w swej konkurencji i zajął 15. pozycję z dorobkiem 118 punktów. W 2000 wziął udział w letnich igrzyskach olimpijskich w Sydney, na których rywalizował w swojej konkurencji i zajął w niej 22. pozycję z rezultatem 110 punktów.
W 2002 sięgnął po złoty medal mistrzostw świata, w ramach zmagań rozgrywanych w Lahti wywalczył drużynowo złoty medal w trapie. Pięć lat później znów zdobył drużynowo medal w trapie, tym razem podczas mistrzostw świata w strzelaniu do rzutków w Nikozji wywalczył brązowy krążek. Na mistrzostwach świata w Lahti wywalczył również najlepszy indywidualny rezultat, zajmując 8. pozycję z wynikiem 119 punktów – tę samą pozycję powtórzył na mistrzostwach świata w strzelaniu do rzutków w 2005 roku.
W latach 1997–2015 brał udział w konkursach Pucharu Świata, największy sukces odniósł w konkursie rozgrywanym w Kairze, osiągając wynik 119 punktów (24 punkty w finale) dający strzelcowi pierwszą pozycję.